# Shen Khar Venakhi
Gij Zijt een Wijngaard (Georgisch: შენ ხარ ვენახი, getranscribeerd: Shen Khar Venakhi) is een middeleeuwse Georgische hymne. De tekst wordt toegeschreven aan koning Demetrius I van Georgië (1093–1156). De componist van de muziek is onbekend. Vermoedelijk schreef Demetrius I het tijdens zijn opsluiting als monnik in het David Garedzja-klooster. De hymne is opgedragen aan Georgië en de bescherming van de Maagd Maria; ook is het een lofgebed aan Maria in de Georgisch-Orthodoxe Kerk. 

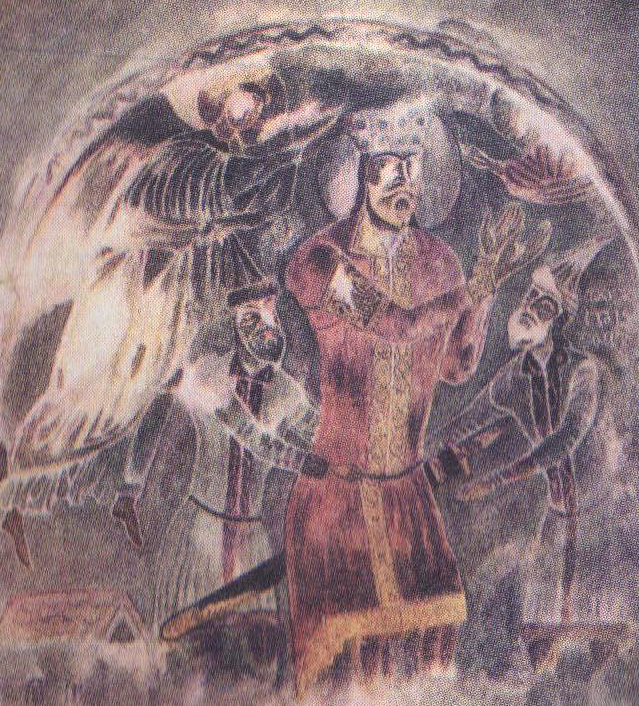
Demetrius I van Georgië. Fresco van Matskvarishi

Aangezien er in de teksten geen heiligen of goden werden genoemd, was dit het enige kerklied dat in de antireligieuze Sovjet-Unie mocht worden opgevoerd. Er bestaan Oost-Georgische en West-Georgische versies van dit gezang die zeer verschillende muzikale composities hebben. 
Gij Zijt een Wijngaard wordt meestal gezongen door een koor zonder instrumentale begeleiding en is een klassiek voorbeeld van Georgische koormuziek. De hymne is representatief voor de laatmiddeleeuwse tradities van de Georgische Renaissance. 
De hymne wordt gebruikt als muziek voor de Georgische beschaving in de uitbreiding Rise and Fall van het computerspel Civilization VI.

## Tekst
| Georgische tekst | Transliteratie | Nederlandse vertaling |
| --- | --- | --- |
| შენ ხარ ვენახი, ახლად აყვავებული, ნორჩი კეთილი, ედემს შინა ნერგული, (ალვა სუნელი, სამოთხეს ამოსული,) (ღმერთმან შეგამკო ვერვინა გჯობს ქებული,) და თავით თვისით მზე ხარ და გაბრწყინვებული. | shen khar venakhi, akhlad aqvavebuli. norchi ketili, edems shina nerguli. (alva suneli, samotkhes amosuli.) (ghmertman shegamk'o vervina gjobs kebuli.) da tavit tvisit mze khar da gabrtsqinvebuli. | Je bent een pas tot bloei gekomen wijngaard. Jong, mooi, groeiend in Eden, (Een geurig populierboompje in het paradijs.) (Moge God je sieren. Niemand is meer lof waard.) Jijzelf bent de zon die schitterend schijnt. |